# Мезонсель-Пельве
Мезонсе́ль-Пельве́ (фр. Maisoncelles-Pelvey) — коммуна во Франции, находится в регионе Нижняя Нормандия. Департамент коммуны — Кальвадос. Входит в состав кантона Вилле-Бокаж. Округ коммуны — Кан.
Код INSEE коммуны — 14389.

## Население
Население коммуны на 2010 год составляло 261 человек.
| 1962 | 1968 | 1975 | 1982 | 1990 | 1999 | 2010 |
| ---- | ---- | ---- | ---- | ---- | ---- | ---- |
| 223  | 235  | 188  | 211  | 203  | 228  | 261  |

## Экономика
В 2010 году среди 168 человек трудоспособного возраста (15—64 лет) 127 были экономически активными, 41 — неактивными (показатель активности — 75,6 %, в 1999 году было 74,5 %). Из 127 активных жителей работали 116 человек (58 мужчин и 58 женщин), безработных было 11 (7 мужчин и 4 женщины). Среди 41 неактивных 15 человек были учениками или студентами, 17 — пенсионерами, 9 были неактивными по другим причинам.